# 로버트 조지프 토머스
로버트 조지프 토머스(영어: Robert Joseph Thomas)는 미국 영화평론가 겸 칼럼니스트였다.
1946년 영화평론가 첫 등단하였다.
2014년 기준으로, 리포터로서 가장 오랜 경력을 쌓은 것, 그리고 엔터테인먼트 리포터가 커버한 아카데미상을 가장 많이 연이어 수상한 것으로 기네스 세계 기록에 두 번 등재되었다.